# 卡爾西斯 (阿拉巴馬州)
卡爾西斯（英語：Calcis）是一個位於美國阿拉巴馬州謝爾比縣的非建制地區。該地的面積和人口皆未知。

## 地理
卡爾西斯的座標為33°25′35″N 86°25′54″W / 33.42639°N 86.43167°W，而該地的平均海拔高度為163米（即535英尺）。